# Іван (Лятишевський)
Іва́н Лятише́вський (17 жовтня 1879, Богородчани — 27 листопада 1957, Станіслав) — український церковний діяч, педагог, дійсний член Українського богословського наукового товариства (УБНТ), єпископ-помічник Станиславівської єпархії УГКЦ, в'язень радянських таборів, ісповідник віри.

## Життєпис
Народився в Богородчанах у сім'ї Юліяна Лятишевського й Анни з дому Галавай.
Закінчивши цісарсько-королівську гімназію в Станиславові, поступив на навчання на богословський факультет Львівського університету, звідки після другого року богослов'я перевівся на факультет богослов'я Віденського університету. 24 листопада 1905 року у Відні отримав ступінь доктора богослов'я на основі праці про Флорентійську унію: «Die Union zu Florenz und ihre Bedeutung für die Entwicklung der kirchlichen Verhältnisse bei den Ruthenen». Продовжив студії в Інсбруку та Відні (біблістика). 20 жовтня 1907 року рукоположений Владикою Григорієм Хомишиним на священника.

### Душпастирська і науково-педагогічна діяльність
Декілька років був зайнятий душпастирською працею. У 1911 році став професором церковної історії в Духовній семінарії та ліцеї імені святого Івана Золотоустого в Станиславові, а згодом отримав посаду катехита при реальній школі та польськомовних гімназіях у Станиславові. Крім того, довгий час був радником, а пізніше — заступником голови Церковного суду в справах подруж. Займався науковою працею: в богословських часописах неодноразово друкували його статті на різні теми.
Після кількох років праці в єпархії виїхав на студії до Мюнхену, потім до Фрібуру (Швейцарія). У 1911—1912 роках готував габілітаційну працю на катедру церковної історії у Львівському університеті. Працював над монографією про Константинопольського патріарха Івана XI Веккоса (пом. 1297). У Фрайбурзі вивчав допоміжні історичні дисципліни, але габілітації не довершив, бо був відкликаний до Станиславова. У цьому місті в 1913 році видав працю «Іпатій Потій і єго значіння для унії».
У часі Визвольних змагань українського народу був керівником відділу для церковно-релігійних справ при уряді Західно-Української Народної Республіки в Станиславові. У Земельному банку у Львові був довгі роки головою Надзірної ради.
У 1923 р. став дійсним членом-засновником історично-правничої секції Наукового Богословського Товариства у Львові. У «Богословії» (1926) надрукував статтю «Митрополит Андрій Шептицький як Епископ Станиславівський (від 24 вересня 1899 — 13 січня 1901)», а опісля працював над підготовкою до друку неопублікованого полемічного твору Йова Язьби з XIII століття, пов'язаного з Ліонською унією 1274 року. Також дописував до журналу «Добрий Пастир».
4 липня 1927 року владика Григорій Хомишин надав о. Лятишевському гідність крилошанина.

### Єпископське служіння
24 листопада 1929 року іменований титулярним єпископом Адади і єпископом-помічником Станиславівським. Хіротонія відбулася в катедральному соборі Станиславова 26 січня 1930 року. Головним святителем був митрополит Андрей Шептицький, а співсвятителями — єпископ Станиславівський Григорій Хомишин та Перемишльський — Йосафат Коциловський. Першу архієрейську Святу Літургію Преосвященний Іван Лятишевський відправив у своєму родинному містечку Богородчанах. 19 січня 1930 року іменований архіпресвітером і генеральним вікарієм. Допомагав єпископові Хомишину в адміністративній праці єпархії, в канонічних візитаціях та інших єпископських обов'язках, очолив започатковану в 1930-х роках у Галичині Католицьку Акцію.

### В'язень радянських таборів
Під час першої більшовицької окупації Західної України (1939—1941) НКВД-исти неодноразово викликали єпископа Лятишевського на довгі нічні допити. Під час другої окупації, 11 квітня 1945 року єпископ Лятишевський був ув'язнений разом з іншими греко-католицькими владиками. Звинувачений в антирадянській діяльності. Після півторарічних допитів і побоїв у Лук'янівській тюрмі в Києві, де він мав нагоду зустрітися з єпископом Хомишиним, засуджений на п'ять років примусової праці в Казахстані, до карного табору в Мерке (1946—1949), а потім в Чулактау (нині Каратау, Таласького району Жамбильської області Казахстану). За кілька днів до звільнення отримав повторне звинувачення і ув'язнення на поселенні в Чулактау. З архівно-слідчої справи випливало, що: «Агентурним та офіційним шляхом встановлено, що Лятишевський відбуваючи заслання в Талаському районі Джамбульської області, має великі зв'язки і листується з духовенством греко-католицької орієнтації, з антирадянським елементом, який проживає на території України і за кордоном, від яких отримує матеріальну допомогу…» і його «за приналежність до контрреволюційної діяльності і пропаганду антирадянських католицьких ідей, вислати на поселення в Джамбульську область Казахської РСР під нагляд органів МДБ».
Після десяти років каторжного життя в 1955 році повернувся до Станиславова. Останні два з половиною роки він проживав у своїх родичів у цьому місті. Приватно служив Служби Божі.
Помер 27 листопада 1957 року в Станіславі й там похований.

### Вшанування пам'яті
На честь єпископа Івана Лятишевського у 2012 році в Івано-Франківську названо вулицю (перейменовано колишню вул. Гімназійну IV).

### Беатифікаційний процес
Від 2001 року триває беатифікаційний процес прилучення єпископа Івана Лятишевського до лику блаженних.